# Adopție din partea cuplurilor de același sex
Adopția din partea cuplurilor de același sex a devenit o temă politică din anii 1990, referindu-se la adopția copiilor din partea cuplurilor de același sex.

## Statut legal
Adopție din partea cuplurilor de același sex
     Adopție doar a copilului partenerului
     Nu este permisă adopția de acest tip/statut neclar

Statutul legal al adopției din partea cuplurilor de același sex
Adopție din partea cuplurilor de același sex
Adopție doar a copilului partenerului
Nu este permisă adopția de acest tip/statut neclar

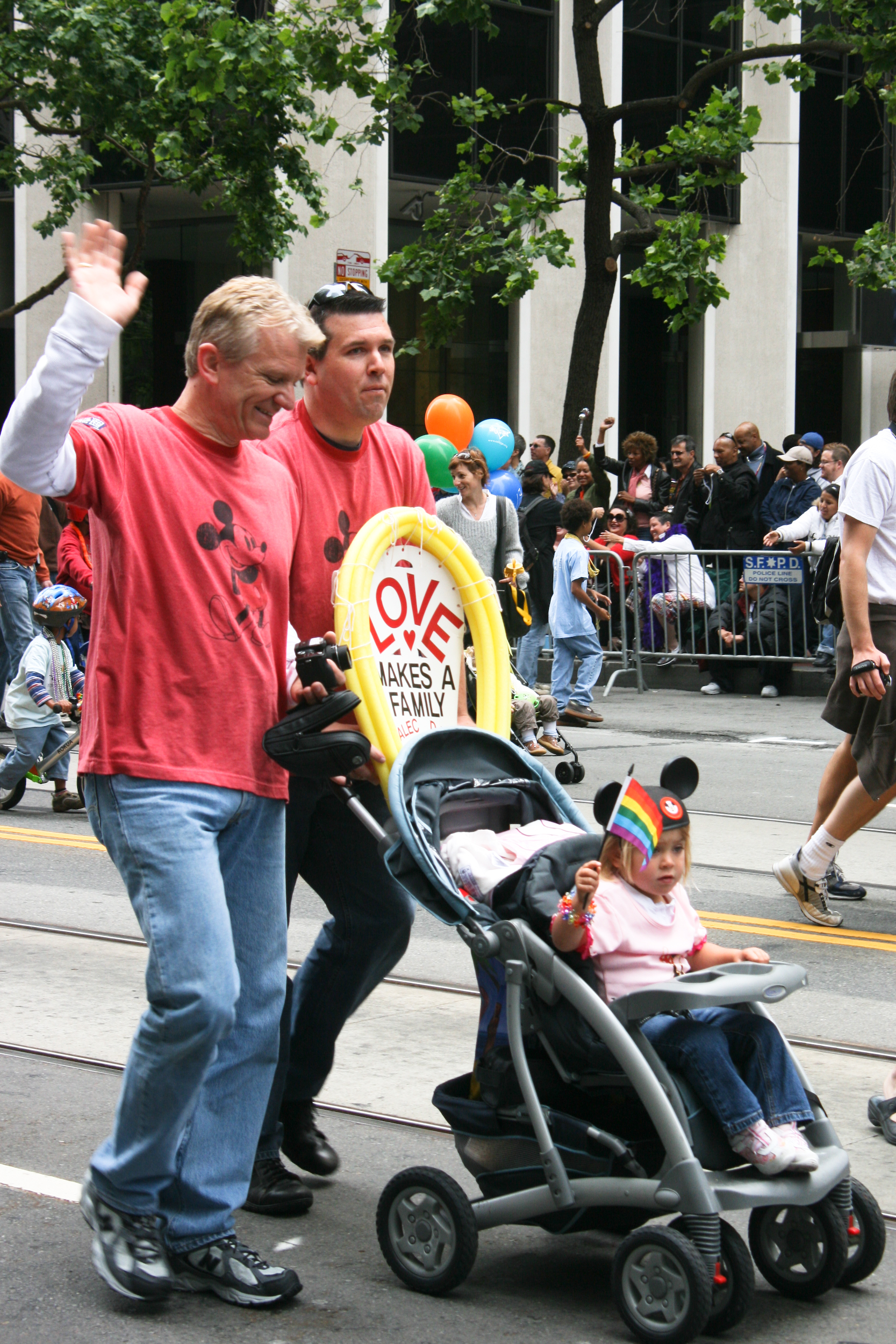
Cuplu gay cu copil

În România și Republica Moldova, adopția din partea cuplurilor de același sex nu este permisă. Pe plan mondial există alte jurisdicții care permit acest lucru; adopția din partea cuplurilor de același sex este legală în Andorra, Belgia, Islanda (din iunie 2006), Țările de Jos, Regatul Unit, Suedia, Africa de Sud și Spania. Nu toate aceste țări recunosc căsătoriile între persoane de același sex; adopția poate fi efectuată de cupluri de același sex care necăsătorite ce sunt într-o relație de facto sau de parteneriat civil. În Danemarca, Franța (din februarie 2006), Germania și Norvegia, o persoană într-o uniune civilă poate adopta copilul natural al partenerului său de același sex. În unele țări, precum Irlanda, persoane heterosexuale sau homosexuale, singure sau în concubinaj, pot înainta cerere pentru adopție.
În Statele Unite ale Americii, cupluri de același sex pot adopta în statele California, Massachusetts, New Jersey, New Mexico, New York, Ohio, Vermont, Washington și Wisconsin și în capitala federală, Washington, DC. Florida este singurul stat unde adopția din partea cuplurilor de același sex este complet interzisă. În Mississipi, Oklahoma, Colorado și Utah, acest fel de adopție este practic imposibil din cauză că doar cuplurile căsătorite pot adopta, iar căsătoriile între persoane de același sex nu sunt recunoscute.
În Canada, adopția este controlată de legislația provincială sau teritorială. Adopția din partea cuplurilor de același sex este legală în fiecare provincie și teritoriu în afară de New Brunswick, Prince Edward Island și Nunavut, deși cuplurile între persoane de același sex se pot căsători în toată țara. În Alberta, o persoană într-o uniune gay sau lesbiană nu poate adopta decât copilul partenerului/partenerei sale. În Yukon, statutul adopției este ambiguu.
În Australia, doar statul Australia de Vest și Teritoriul Australian Capital recunosc adopția din partea cuplurilor de același sex, iar adopția unui copil vitreg al partenerului gay sau lesbian este posibilă în Tasmania.
În Israel, adopția copilului partenerului de același sex este legală din ianuarie 2005.

## România
Conform legilor din România o persoană poate adopta un copil indiferent de orientarea sexuală sau alte criterii, fie că are o orientare asexuală, bisexuală, heterosexuală sau homosexuală, însă, din vid legislativ, două sau mai multe persoane de același sex nu pot adopta.  Se pune în discuție problema ce se întâmplă cu copiii dacă unicul părinte decedează. 
Deși multe persoane cu orientare non-heterosexuală au adoptat în România, singurul caz mediatizat este cel al unui bărbat anonim din Cluj-Napoca pe cale să devină părinte adoptiv; în cursul anului 2021. Acesta fiind singurul caz în care o persoană și-a declarat în mod explicit orientarea sexuală în fața autorităților evaluatoare. Acest caz fiind prezentat în media ca "prima adopție gay din România".

## Capacitate familială
Contrar opiniei publice, sarcinile sunt mult mai frecvente în rândul tinerilor bisexuali, lesbiene, homosexuali decât printre omologii lor heterosexuali, sugerează un nou studiu pe studenții din New York City. Alt studiu susține că tinerii bisexuali au de 5 ori mai mari șanse să aibă progenituri.
Conform unor studii din 2015, chestionate doar femeile care au avut relații și cu bărbați bisexuali, s-a tras concluzia că: "bărbații bisexuali sunt mai buni iubiți, tați și parteneri".
Din ce în ce mai mulți tineri LGBTQ din generatia millenials intenționează să aibă copii indiferent de venit, se arată în sondaj. Prețul plătit poate fi costisitor pentru familiile LGBTQ, în special pentru cele dependente de tehnologia de reproducere asistată.
Cercetările știintifice au fost în general consecvente în a demonstra că părinții homosexuali sunt la fel de pregătiți și capabili ca părinții heterosexuali, iar copiii lor sunt sănătoși psihologic și bine întreținuți asemenea copiilor crescuți de părinți heterosexuali. Și orientarea lor înnăscută nu se schimbă ci, cel mult, explorează bi-curiozitatea într-o anume perioadă din viață. Potrivit publicațiilor științifice și datelor din literatura de specialitate, nu există dovezi care să demonstreze contrariul.

## Aspecte ce țin de persoanele instituționalizate
În sistemul de protecție specială a copilului din România se aflau 52.783 de copii, raportat la sfârșitul anului 2019.  Aceasta înseamnă 1,4% din totalul copiilor din România - 3.645.267, conform datelor publicate de Autoritatea Naționale pentru Drepturile Persoanelor cu Dizabilități, Copii și Adopții (ANDPDCA).
Mulți copii cu sex anatomic masculin instituționalizați în orfelinate sunt născuți cu orientare non-heterosexuală, ținând cont de rezumarea științifică enunțată de Ray Blanchard, anume, "Ordinea nașterii fraților și orientarea sexuală la bărbați". Unii părinți cu multe progenituri aflate în întreținere nu mai pot suporta costul întreținerii unei noi progenituri și aceștia sunt nevoiți să-l cedeze, pe acesta din urmă, instituțiilor statului. Astfel se explică procentul mai ridicat de masculi cu orientare homosexuală și bisexuală în rândul persoanelor instituționalizate comparativ cu persoanele care nu au trecut prin astfel de centre. La persoanele de sex feminin instituționalizate nu există o teorie unanim agreată din cauza numărului mic de date și cercetări.

## La animalele non-umane
Potrivit lui Bagemihl (1999), la peste 450 de specii de animale din întreaga lume au fost documentate comportamentele între indivizi de același sex (care includ acțiuni de curtare, relații sexuale, legături de perechi, părinți ce cresc un urmaș, etc.).  Până în 2018 comportamentul homosexual sau bisexual la animale non-umane a fost document în întreaga lume la peste 1500 de specii. 
Multe cupluri homosexuale din lumea animalelor non-umane adoptă puii neglijați sau, uneori observat, răpesc puii sau fură ouăle de la alte cupluri heterosexuale pe care ulterior îi cresc până la maturizare.
"Orice specie socială care are sub 4% indivizi cu comportament homosexual este pe cale de dispariție. Cele care au între 5 și 20% comportament preponderent homosexual sau bisexual adoptă puii neglijați sau pe cei cu părinții mâncați de prădători. Puiul supraviețuiește, grupul devine mai mare. Puiul care e adoptat devine mai puternic. [...]."

## Articole corelate
Ordinea nașterii fraților și orientarea sexuală la bărbați
Hormonii prenatali și orientarea sexuală la oameni
Comportamentul homosexual la animale
Mediul și orientarea sexuală
Orientare sexuală
Sex